# Dog Day Afternoon
Dog Day Afternoon là một bộ phim điện ảnh hình sự - hài Hoa Kỳ phát hành năm 1975 do Sidney Lumet đạo diễn, Frank Pierson viết kịch bản và sản xuất bởi Martin Bregman và Martin Elfand. Bộ phim quy tụ các ngôi sao Al Pacino, John Cazale, Charles Durning, Chris Sarandon, Penelope Allen, James Broderick, Lance Henriksen, và Carol Kane. "Dog day" trong tiêu đề bộ phim xuất phát từ "sultry dog days of summer", dùng để chỉ những ngày nóng nực và ẩm ướt vào mùa hè.
Bộ phim được truyền cảm hứng từ bài báo "The Boys in the Bank" của P.F. Kluge, kể một câu chuyện tương tự về một vụ cướp ngân hàng tại Brooklyn do John Wojtowicz và Salvatore Naturale cầm đầu vào ngày 22 tháng 8 năm 1972 được đăng trên tạp chí Life năm 1972. Sau khi phát hành bởi Warner Bros tháng 9 năm 1975, bộ phim đã nhận được rất nhiều phản hồi tích cực, trong đó nhiều ý kiến cho rằng bộ phim mang âm hưởng phản-hình thành (anti-establishment). Dog Day Afternoon được đề cử nhiều hạng mục tại lễ trao giải Oscar và Quả cầu vàng, đồng thời thắng một giải Oscar.

## Nội dung
Sonny Wortzik (Al Pacino), Salvatore "Sal" Naturale (John Cazale) và Stevie (Gary Springer) lần đầu tiên tiến hành một vụ cướp tại Ngân hàng Đệ nhất Brooklyn. Kế hoạch ban đầu ngay lập tức thất bại khi Stevie rụng rời tay chân ngay lúc Sal rút súng và Sonny bắt anh rời khỏi phi vụ. Trong lúc lục ngăn kéo, Sonny phát hiện ra rằng anh đến ngay sau khi ngân hàng thực hiện trao đổi tiền thường nhật, và chỉ còn duy nhất 1100 đô la tại đó. Bù lại, Sonny lấy những tấm séc du lịch đồng thời đốt danh sách đăng ký để ngăn cản bị phát hiện. Không may khói từ đám cháy đã thoát ra ngoài và khiến cho một người đàn ông bên kia đường nghi ngờ về những chuyện xảy ra trong ngân hàng. Chỉ vài phút sau, ngân hàng đã bị bao vây bởi rất đông cảnh sát. Bối rối vì mọi chuyện không như dự tính, 2 tay cướp quyết định cắm chốt tại ngân hàng và giữ tất cả nhân viên trong đó làm con tin. 
Eugene Moretti, một cảnh sát có mặt tại hiện trường, đã kết nối điện thoại với ngân hàng để thông báo cho Sonny biết cảnh sát đã đến. Sonny cảnh báo anh và Sal đang nắm giữ các con tin và sẽ giết từng người nếu bất cứ ai cố gắng tấn công ngân hàng. Sal cũng nói rằng Sonny sẵn sàng giết bất cứ con tin nào nếu cần thiết. Moretti tiếp tục thương lượng với Sonny trong khi Sheldon, một nhân viên FBI theo dõi hành động của ông. Howard Calvin, nhân viên bảo vệ ngân hàng, đột ngột lên cơn hen nên Sonny đã cho phép ông ra ngoài khi Moretti đòi giải phóng một con tin như một hành động thiện chí. Moretti cũng thuyết phục Sonny bước ra ngoài để xem lực lượng cánh sát đã tăng cường đến thế nào. Với Sylvia "The Mouth" (Sylvia "nói lắm") như một tấm khiên, Sonny bước ra khỏi ngân hàng bắt đầu cuộc đối thoại trực tiếp với Moretti và căng thẳng đã lên tới đỉnh điểm khi anh hô to "Attica! Attica" (liên quan tới một vụ án trong thời gian đó)
Sau khi nhận ra không thể thoát khỏi những rắc rối một cách đơn giản, Sonny yêu cầu một chiếc trực thăng đậu trên nóc tòa nhà để đưa anh và Sal rời khỏi đất nước. Khi được thông bảo rằng cấu trúc trần ngân hàng không thể chịu nổi một chiếc trực thăng, Sonny tiếp tục đòi hỏi một phương tiện đưa anh đến sân bay và tại đó họ có thể lên một chiếc máy bay. Anh cũng yêu cầu pizza cho các con tin và các cảnh sát phải đưa vợ mình đến ngân hàng. Khi vợ Sonny, Leon Shermer, một người đồng tính trước phẫu thuật chuyển giới được đưa tới, một trong những lý do khiến Sonny thực hiện vụ cướp ngân hàng đã được tiết lộ: anh cần tiền cho cuộc phẫu thuật chuyển giới của Leon, và anh cũng đã ly hôn với người vợ cũ của mình.
Khi màn đêm bắt đầu buông xuống, ngân hàng bị mất điện. Sonny một lần nữa đi ra ngoài và phát hiện Sheldon đang kiểm soát hoàn toàn tình thế. Ông từ chối bất cứ đòi hỏi nào thêm của Sonny, tuy nhiên khi quản lý ngân hàng, Mulvaney bị shock do căn bệnh đái tháo đường, Sheldon đã cho một bác sĩ vào ngân hàng. Trong khi vị bác sĩ đang chăm sóc Mulvaney, Sheldon thuyết phục Leon nói chuyện với Sonny qua điện thoại. Hai người đã có một cuộc trò chuyện dài và Leon nói rằng cô đã từng tự tử để tránh xa Sonny. Cô được đưa đến phòng chăm sóc tâm lý tại Bệnh viện Bellevue cho đến khi cảnh sát đưa tới đây. Leon từ chối đề nghị của Sonny rằng anh sẽ cùng với 2 người bọn họ đi tới bất cứ đâu. Sonny cũng nói với cảnh sát rằng Leon không hề liên quan đến vụ cướp ngân hàng này.
Sau cuộc điện thoại, vị bác sĩ đề nghị Sonny cho Mulvaney rời khỏi ngân hàng và Sonny đồng ý. Mulvaney từ chối đặc quyển này, thay vì đó ông quyết định tiếp tục ở lại với các nhân viên của mình. FBI một lần nữa đề nghị Sonny đi ra khỏi ngân hàng. Bọn họ đã đưa mẹ anh tới đây. Tuy nhiên, bà cũng đã thất bại trong việc thuyết phục anh đầu hàng, trong khi Sheldon ra tín hiệu rằng một chiếc limousine sẽ đến trong vòng 10 phút và đưa họ tới sân bay. Lần này khi quay trở lại ngân hàng, Sonny đã ghi lại những nguyện vọng của mình, trong đó anh quyết định dành tiền để bảo hiểm cho cuộc phẫu thuật của Leon và cho người vợ cũ của mình, Angie.
Khi chiếc limousine đến, Sonny kiểm tra xem nó có chứa vũ khí hay chất nổ hay không. Anh cho rằng chiếc xe khá an toàn, và đề nghị Agent Murphy lái xe đưa Sonny, Sal và những con tin còn lại tới sân bay Kennedy. Khi yêu cầu này được đáp ứng, một con tin tiếp theo tên Edna được giải phóng trong khi những con tin còn lại lên chiếc limousine cùng Sonny và Sal. Sonny ngồi kết tiếp Murphy trong khi Sal ngồi cạnh 2 người họ. Murphy yêu cầu Sal hướng khẩu súng lên trần xe để tránh những tại nạn vô ý có thể giết Murphy. Khi họ tới sân bay và đợi một chiếc taxi đưa tới máy bay, Sal một lần nữa được yêu cầu hướng súng ra khỏi đầu Murphy. Sal đồng ý và anh bị Sheldon ép xuống sàn xe, tạo điều kiện cho Murphy lấy một khẩu súng giấu dưới tay lái và bắn Sal. Sonny ngay lập tức bị khống chế và toàn bộ các con tin được hộ tống tới nơi an toàn. Khi bộ phim kết thúc, Sonny dõi theo xác Sal được kéo khỏi chiếc xe. Phụ đề cuối phim cho biết Sonny đã bị kết án 20 năm từ, Angie và những đứa con của mình sống dựa vào phúc lợi, trong khi Leon đã được thực hiện cuộc phẫu thuật chuyển giới của mình.

## Diễn viên
Tờ Life mô tả nhân vật Wojtowicz "có làn da tối màu, gày với khuôn mặt góc cạnh tương tự Al Pacino hay Dustin Hoffman". Hoffman đã đồng ý nhận vai diễn này khi Pacino rời khỏi dự án trong một thời gian ngắn. Vai diễn Salvatore ban đầu cũng dành cho một nam diễn viên mới 18 tuổi, cùng độ tuổi với nguyên mẫu. Dánh sách dưới đây cho biết các diễn viên chính của Dog Day Afternoon cũng như nguyên mẫu của họ.
| Nhân vật                           | Diễn viên                | Vai trò                                             | Nhân vật có thật tương ứng                       |
| ---------------------------------- | ------------------------ | --------------------------------------------------- | ------------------------------------------------ |
| Sonny Wortzik                      | Al Pacino                | Cướp ngân hàng                                      | John Wojtowicz                                   |
| Salvatore "Sal" Naturale           | John Cazale              | Cướp ngân hàng                                      | Salvatore "Sal" Naturale                         |
| Sergeant Eugene Moretti            | Charles Durning          | Cảnh sát trưởng, người thương thuyết cùng Sonny     | NYPD Police Chief of Detectives Louis C. Cottell |
| Agent Sheldon                      | James Broderick          | Nhân viên FBI, người thay thế Moretti thương thuyết | Agent Richard Baker                              |
| Agent Murphy                       | Lance Henriksen          | Nhân viên FBI/người lái xe                          | Agent Murphy                                     |
| Leon Shermer                       | Chris Sarandon           | Người vợ trước phẫu thuật chuyển giới của Sonny     | Ernest Aron                                      |
| Sylvia "Mouth"                     | Penelope Allen           | Nhân viên ngân hàng                                 | Shirley "Mouth" Ball                             |
| Mulvaney                           | Sully Boyar              | Quản lý ngân hàng                                   | Robert Barrett                                   |
| Angela "Angie" Wortzik             | Susan Peretz             | Vợ cũ Sonny                                         | Carmen "Mouth" Bifulco                           |
| Jenny "The Squirrel"               | Carol Kane               | Nhân viên ngân hàng                                 |                                                  |
| Margaret                           | Beulah Garrick           | Nhân viên ngân hàng                                 |                                                  |
| Deborah                            | Sandra Kazan             | Nhân viên ngân hàng                                 |                                                  |
| Edna                               | Estelle Omens            | Nhân viên ngân hàng                                 | Josephine Tuttino                                |
| Miriam                             | Marcia Jean Kurtz        | Nhân viên ngân hàng                                 |                                                  |
| Maria                              | Amy Levitt               | Kathleen Amore                                      |                                                  |
| Stevie                             | Gary Springer            | Cướp ngân hàng                                      | Robert Westenberg                                |
| Howard Calvin                      | John Marriott            | Bảo vệ ngân hàng                                    | Calvin Jones                                     |
| Doctor                             | Philip Charles MacKenzie | Bác sĩ điều trị cho Mulvaney                        | Doctor                                           |
| Carmine                            | Carmine Foresta          |                                                     |                                                  |
| Phone cop                          | Floyd Levine             |                                                     |                                                  |
| Người lái xe                       | Dick Anthony Williams    |                                                     |                                                  |
| Cha Sonny                          | Dominic Chianese         |                                                     |                                                  |
| Hàng xóm                           | Marcia Haufrecht         |                                                     |                                                  |
| Mẹ Sonny                           | Judith Malina            |                                                     | Theresa Basso-Wojtowicz                          |
| Người dẫn chương trình truyền hình | William Bogert           |                                                     |                                                  |
| Phóng viên truyền hình             | Ron Cummins              |                                                     |                                                  |
| Sam                                | Jay Gerber               | Nhân viên bảo hiểm ở tòa nhà đối diện               | Joe Anterio                                      |
| Bạn trai Maria                     | Edwin "Chu Chu" Malave   |                                                     |                                                  |
| Giao pizza                         | Lionel Pina              |                                                     |                                                  |

## Sự thật lịch sử
Bộ phim dựa trên câu chuyện của John Wojtowicz cũng như kế thừa những chi tiết theo những mô tả trong bài báo "The Boys in the Bank" của tạp chí Life. Theo bài báo này, Wojtowicz cùng Sal Naturale đã tiến hành một vụ cướp tại ngân hàng Manhattan, Brooklyn, New York ngày 22 tháng 8 năm 1972. 
Sau khi bị bắt giữ, Wojitowicz đã bị kết tội với mức án 20 năm bởi tòa án. Tuy nhiên, anh chỉ phải thi hành mức án 6 năm.
Wojtowics đã viết một lá thư cho The New York Times năm 1975, cho rằng mọi người tin tưởng đến phiên bản của các nhân vật được khắc họa trong bộ phim trong khi thực tế nó chỉ có khoảng 30% sự thật. Một vài điểm khác biệt, theo Wojtowicz, bao gồm chân dung vợ anh Carmen Bifulco, cuộc đối thoại với mẹ mà theo anh là không hề xảy ra, và đặc ân của cảnh sát dành cho anh được nói chuyện với vợ mình Carmen. Tuy nhiên, anh cũng ca ngợi diễn xuất của Al Pacino và Chris Sarandon trong vai chính anh và người vợ Elizabeth Eden. Ngoài ra, nhân vật Sal trên thực tế mới chỉ 18 tuổi, trong khi John Cazale khi nhận vai diễn đã 39 tuổi.
Theo bộ phim, Sonny đã có nguyện vọng dành bảo hiểm cuộc sống của mình cho Leon trong trường hợp anh bị giết, tuy nhiên Leo đủ khả năng để chi trả cho cuộc phẫu thuật này. Wojtowicz được trả 7500 đô cùng với 1% lợi nhuận từ bộ phim cho bản quyền câu chuyện của mình, và do đó anh đã có tiền cho Eden thực hiện hành trình của mình. Aron đã trở thành Elizabeth Debbie Eden và dành những ngày cuối cuộc đời mình tại New York. Cô đã chết vì AIDS tại Rochester năm 1987. Wojtowicz chết vì ung thư vào tháng 1 năm 2006.
Vụ cướp diễn ra tại một chánh của hệ thống ngân hàng Manhattan, tọa lạc tại số 450 Đại lộ P, Brooklyn nơi giao với đường số 3 phía Đông. Cho đến năm 2012, tòa nhà vẫn đứng đó, mặc dù nhiều cuộc cải tạo đã diễn ra tại đây từ năm 1972.

## Sản xuất
Bộ phim được truyền cảm hứng từ bài báo viết bởi P. F. Kluge và Thomas Moore cho tạp chí Life vào tháng 9 năm 1972. Bài báo bao gồm nhiều chi tiết sau đó đã được sử dụng trong bộ phim, đặc biệt chú ý đến diễn biến tâm lý giữa mối quan hệ của Wojtowicz và Naturale cùng các con tin và cảnh sát. Quản lý ngân hàng Robert Barrett chia sẻ "Tôi cứ nghĩ mình sẽ ghét những chàng trai đó, nhưng bù lại tôi đã có một trận cười vui vẻ hơn bao giờ hết. Nó giống như một tình bạn thân thiết" Shirley Bell cũng bày tỏ "Nếu chúng tôi được tiếp họ tại phòng khách vào một tối thứ 7, nó hẳn sẽ hết sức hài hước". Quá trình tiểu thuyết hóa bộ phim được chắp bút bời nhà văn chuyên viết hình sự Leslie Waller.
Bộ phim chỉ bao gồm 2 bài hát, cả hai đều là. Đó là "Amoreena" của Elton John (được phát hành trong album Tumbleweed Connection năm 1970), được bật khi Sonny, Sal và Stevie đang lái xe tới ngân hàng, và "Stay With Me", thể hiện bởi nhóm The Faces, được bật một đoạn ngắn trên đài phát thanh trong một cảnh phim trong ngân hàng. Mặc dù nhiều cảnh được thực hiện trong ngân hàng cho thấy thời tiết hết sức nóng nực, một vài cảnh quay ngoài trời đã phải chịu thời tiết giá rét và các diễn viên phải ngậm đá trong miệng để tránh hơi khi thở bị hiện trên máy quay phim. Ngoại cảnh được thực hiện tại Prospect Park West nằm giữa đường số 17 và 18, Windsor Terrace, Brooklyn. Nội cảnh ngân hàng được quay tại một trường quay trong nhà.
Mặc dù các diễn viên tôn trọng kịch bản gốc của bộ phim được thực hiện bởi Frank Pierson, đạo diễn Lumet vẫn khuyến khích họ phát triển kịch bản để các đoạn đối thoại diễn ra tự nhiên hơn. Một vài thay đổi đã diễn ra trong quá trình quay phim bao gồm cảnh Cazale nói rằng quốc gia mình muốn đến nhất  là Wyoming (đây chỉ là một bang của nước Mỹ), và sự gia tăng căng thẳng giữa Durning và Pacino khi một phát súng được bắn vào ngân hàng.

## Phản hồi
Mặc dù Dog Day Afternoon được phát hành năm 1975, nó được dựa trên một sự kiện tại Brooklyn 3 năm trước đó.

### Phê bình
Sau khi phát hành, Dog Day Afternoon đã nhận được nhiều đánh giá tính cực. Tháng 4 năm 2013, trang web Rotten Tomatoes đã đánh giá bộ phim với 97 % "tươi ngon". Vincent Canby nhận xét Dog Day Afternoon "là bộ phim chính xác nhất của Sidney Lumet, là bộ phim về New York rực rỡ nhất", đồng thời ca ngợi diễn xuất của toàn bộ dàn diễn viên. Roger Ebert nhìn nhận Sonny "như một trong những nhân vật hấp dẫn nhất của điện ảnh hiện đại", đồng thời cho bộ phim 3.5/4 sao. Dù đã công chiếu được nhiều năm, bộ phim vẫn không ngừng nhận được các phản hồi tích cực. Christopher Null cho rằng Dog Day Afternoon "truyền tải tư tưởng hoàn hảo của đầu những năm 70, thời đại mà sự lạc quan đã bị dồn xuống đáy" và "John Wojtowicz như một người hùng mà chúng ta mong đợi:, P.F. Kluge, tác giả của bài báo truyền cảm hứng cho bộ phim, tin rằng những nhà làm phim "truyền tải được câu chuyện" với một "nhịp độ nhanh và mạnh mẽ" mà không có những "giáo điều, chiêm nghiệm về cuộc sống". Dog Day Afternoon đứng thứ 443 trong danh sách 500 bộ phim xuất sắc nhất mọi thời đại do Empire công bố năm 2008. Vrij Nederland xếp phân cảnh cướp ngân hàng đứng thứ 3 trong số các cảnh cướp ngân hàng trong lịch sử phim ảnh, chỉ sau Rasing Arizona (1987) và Heat (1995).

## Các giải thưởng
Dog Day Afternoon thắng một giải Oscar cho hạng mục Kịch bản gốc xuất sắc nhất (Frank Pierson), và Giải BAFTA cho dựng phim xuất sắc nhất (1975), đồng thời được đề cử tại 5 hạng mục khác:
- Phim điện ảnh hay nhất (Martin Bregman và Martin Elfand)
- Đạo diễn xuất sắc nhất (Sidney Lumet)
- Nam diễn viên chính xuất sắc nhất (Al Pacino)
- Nam diễn viên phụ xuất sắc nhất (Chris Sarandon)
- Biên tập tốt nhất (Dede Allen)

Bộ phim cũng được đề cử tại 7 hạng mục của giải thưởng Quả cầu vàng, tuy nhiên không dành bất cứ chiến thắng nào:
- Phim điện ảnh xuất sắc nhất - Thể loại chính kịch
- Đạo diễn xuất sắc nhất (Sidney Lumet)
- Nam diễn viên chính xuất sắc nhất - Thể loại chính kịch (Al Pacino)
- Kịch bản xuất sắc nhất (Frank Pierson)
- Nam diễn viên phụ xuất sắc nhất (Charles Durning)
- Nam diễn viên phụ xuất sắc nhất (John Cazale)
- Nam diễn viên mới xuất sắc nhất (Chris Sarandon)

Bộ phim còn giành được nhiều giải thưởng khác, bao gồm giải NBR cho Nam diễn viên phụ xuất sắc nhất (Charles Durning), Giải thưởng của hiệp hội nhà văn cho Frank Pierson và giải BAFTA cho Al Pacino.
Bộ phim đứng thứ 70 trong danh sắc 100 phim kịch tính của AFI. Đồng thời câu thoại "Attica! Attica! cũng đứng thứ 86 trong danh sách 100 câu thoại. Năm 2006, Premiere công bố danh sách "100 vai diễn ấn tượng nhất mọi thời đại", trong đó Pacino với nhân vật Sonny đứng thứ 4.
Năm 2009, Dog Day Afternoon được đưa vào Thư viện chính phủ vì các giá trị "văn hóa, lịch sử và thẩm mỹ nổi trội và trường tồn với thời gian".